# Kudrun

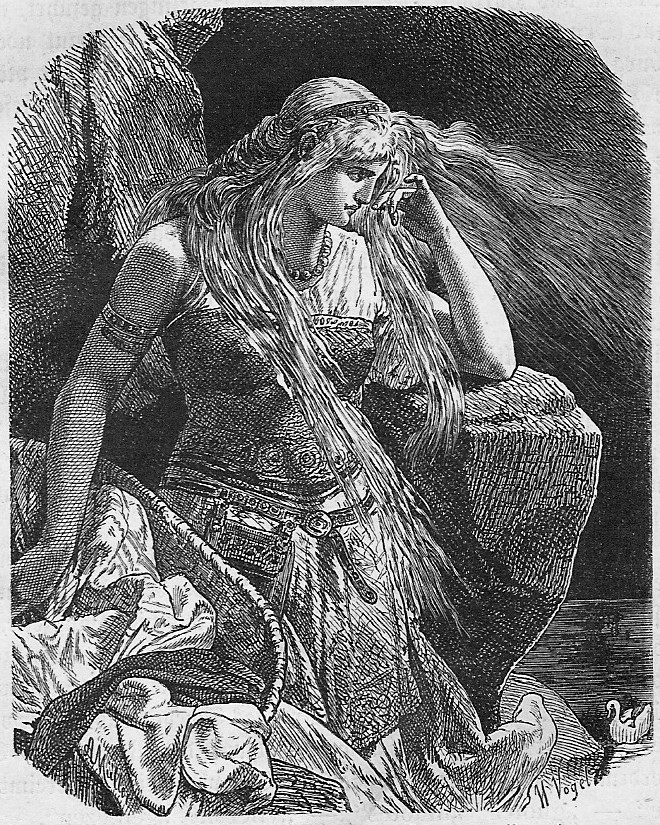
Vorstellungen des Historismus vom Mittelalter: Gudrun am Meer

Das Kudrunlied (auch Gudrun oder Gudrunsage) ist ein anonymes strophisches Heldenepos in mittelhochdeutscher Sprache und das zweite große Heldenepos der mittelalterlichen deutschen Literatur neben dem Nibelungenlied.

## Entstehung und Überlieferung

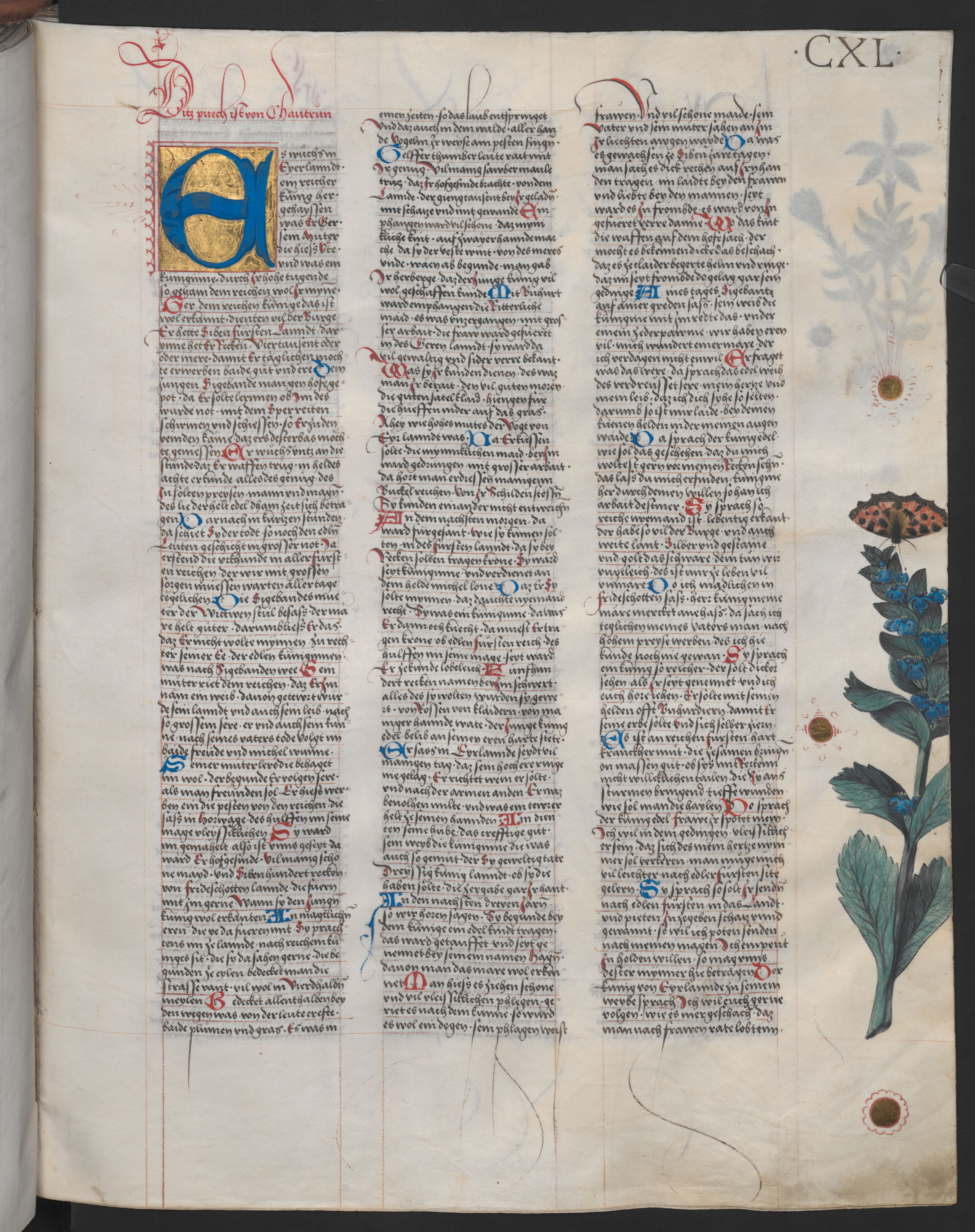
Beginn der Kudrun im Ambraser Heldenbuch, Österreichische Nationalbibliothek, Cod. ser. nova 2663, fol. 140r

Das im bayerisch-österreichischen Raum um 1230/40 entstandene Werk beruht zum Teil auf älteren Quellen aus dem Sagenkreis der Nordsee und ist lediglich in einer Abschrift im Ambraser Heldenbuch überliefert; an der Handschrift arbeitete zwischen 1504 und 1516 der Bozener Zöllner und landesfürstliche Amtmann Hans Ried im Auftrag Maximilians I. Ob es sich bei der Abschrift um einen Entwurf oder um die Endfassung handelt, ist in der Forschung umstritten. Ein 280 Strophen umfassendes Fragment aus dem Hildeteil der Kudrunsage ist außerdem in mittelhochdeutsch/jiddischer Sprache und hebräischer Schrift des 14. Jahrhunderts erhalten. Die Handschrift des sogenannten Dukus Horant stammt aus einer Kairoer Synagoge und befindet sich heute in der Bibliothek der Universität Cambridge. Bei den Gottscheern im heutigen Slowenien hielt sich das mündlich in der gottscheerischen Mundart überlieferte Volkslied von der „Meererin“ (Də mêrarin) mit Anklängen an die Kudrun-Sage bis ins 20. Jahrhundert.

## Inhalt

Stammbaum der Kudrunsage

Das Werk gliedert sich in drei Teile, den Hagenteil, den Hildeteil und schließlich den Kudrunteil.

### Hagenteil
Im ersten Teil berichtet der unbekannte Autor von Hagen von Irlande (die Identität mit dem heutigen Irland ist strittig), dem Sohn König Sigebants und Königin Utes von Irland, der als kleiner Junge während eines Turnierfestes von einem Greifen geraubt wird (Vgl. die Roch-Legende). Auf einer Insel entkommt Hagen dem Greifen und trifft auf drei ebenfalls von diesem geraubte Prinzessinnen; es gelingt ihm schließlich, die Greifenfamilie zu besiegen und ein Pilgerschiff anzuhalten, das sie nach Irland bringt. Dort angekommen, heiratet Hagen Hilde von Indien, die älteste und schönste der Prinzessinnen. Sie bekommen eine Tochter, die sie ebenfalls Hilde nennen.

### Hildeteil
Die Tochter Hilde wächst zu einer wunderschönen jungen Frau heran. Viele Brautwerber halten um ihre Hand an, doch Hagen lässt alle Freier töten. Als König Hetel von Hegelingen eine Braut sucht, wirbt er deshalb nicht offen um die schöne Hilde, sondern sendet seine Mannen Wate, Frute und Horand aus, um die Königstochter durch eine List zu gewinnen. Als Kaufleute verkleidet, schiffen sich die drei Boten in Irland ein. Ihr bewaffnetes Gefolge verstecken sie unter Deck. Durch verschiedene Listen gewinnen sie die Gunst des Hofes, des Königs und seiner Tochter. Voller Fernweh und betört durch den wundervollen Gesang Horands, entschließt sich Hilde, freiwillig zu Hetel zu reisen. Durch eine weitere List wird sie bei einem Besuch der dänischen Schiffe von ihren Eltern getrennt, und die Schiffe stechen plötzlich in See. Obwohl Hagens Flotte von Frute leckgeschlagen wurde, kommt es am nächsten Tag zur Verfolgung und bald darauf zu einem schweren Kampf, bei dem auch Hetel und Hagen verwundet werden. Auf Hildes Bitte schließt Hagen Frieden mit Hetel und gibt diesem seine Tochter zur Frau.

### Kudrunteil

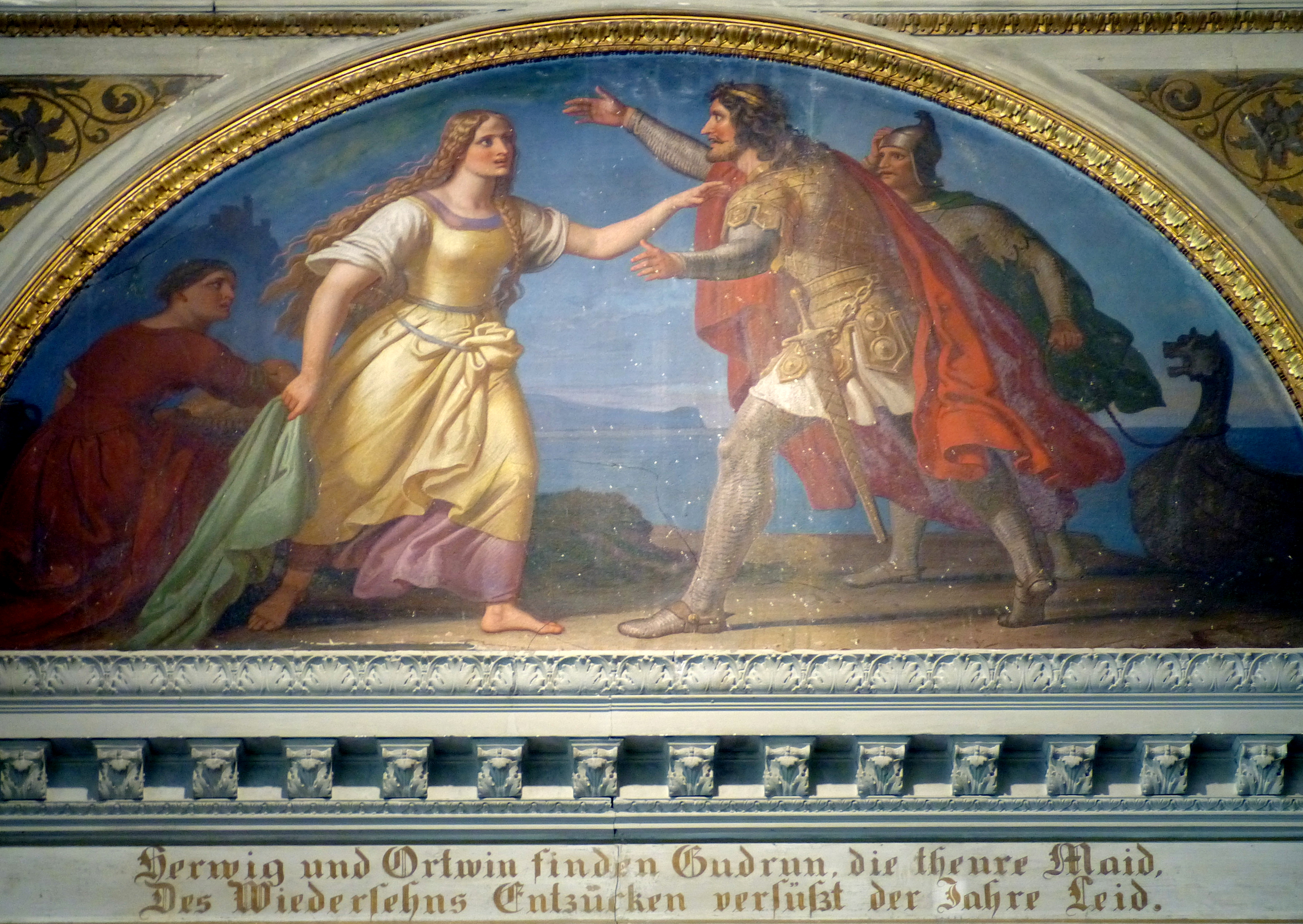
Herwig und Ortwin finden Kudrun, Illustration von 1851 im Schloss Schwerin

Hetel und Hilde haben zusammen einen Sohn, Ortwin, und eine Tochter, Kudrun. Um diese wird von drei Parteien, nämlich von Siegfried von Môrlant, Hartmut von Ormanîe und Herwig von Sêlant geworben. Alle werden sie abgewiesen. Schließlich überfällt Herwig Hetel, erreicht Frieden und auch, dass Kudrun ihm anverlobt wird.
Siegfried dringt daraufhin in Herwigs Land ein und es kommt zu einem langwierigen Kampf zwischen Siegfried auf der einen und Herwig und Hetel auf der anderen Seite.
Hartmut von Ormanîe nutzt die Abwesenheit Hetels, um in dessen Burg einzudringen und Kudrun und ihre Jungfrauen zu entführen.
Von diesen Ereignissen hört Hetel und schließt sogleich Frieden mit Siegfried, um den Entführern nachzueilen. Hetel, Herwig und Siegfried kämpfen nun auf dem Wülpensand gegen Hartmut, dessen Vater Ludwig Hetel erschlägt. Die Entführer entkommen; nun kommt es zu einer 13-jährigen Kampfpause, in welcher von Hilde und den Ihren ein großer Feldzug gegen Hartmut geplant wird.
In dieser Zeit ist Kudrun am Hofe Hartmuts, weigert sich aber beständig, ihn zum Mann zu nehmen, obwohl vor allem Gêrlint, die Mutter Hartmuts, nichts unversucht lässt, Kudrun doch dazu zu bewegen: so muss sie beispielsweise niedere Dienste tun und am Strand Wäsche waschen.
Dort entdecken sie auch die Boten Hildes, Ortwin und Herwig, die mit einem gewaltigen Heer nach Ormanîe aufgebrochen sind. Kudrun wirft daraufhin die Wäsche ins Meer, woraufhin ihr von Gêrlint große Strafe angedroht wird. Dieser entgeht sie durch eine List: Sie gibt vor, Hartmut nun doch heiraten zu wollen, und wird daraufhin gebadet und festlich hergerichtet.
Währenddessen rückt das Heer Hildes zur Burg Ludwigs vor, und es kommt zur finalen Schlacht, die die Hegelingen gewinnen. Unter anderem werden Ludwig von Herwig und Gêrlint von Wate getötet. Hartmut wird verschont, aber in Hildes Land verschleppt.
Es kommt nun zur Großhochzeit: Kudrun stiftet Hochzeitsbündnisse, um die Feinde miteinander zu versöhnen: Kudrun selbst heiratet Herwig, ihr Bruder Ortwin die Schwester Hartmuts, Ortrun, Hartmut heiratet Hildburg, die Gefährtin Kudruns, und zuletzt heiratet Siegfried von Môrlant die Schwester Herwigs.

## Interpretation und Einordnung
Obwohl die Kudrun gemeinhin als Werk der deutschen Heldenepik angesehen wird, beinhaltet das Epos auch Elemente des Höfischen Romans, der Spielmannsepik und der Hagiographie. So spielen höfisch-ritterliche Motive in der Kudrun immer wieder eine bedeutende Rolle; etwa bei der Schilderung von zeremoniellen Handlungen an den Königshöfen, Verabschiedungen und Begrüßungen sowie ritterlichem Minnedienst. Das Brautwerbungsschema wird in vielfältigen Abwandlungen und Ergänzungen mehrfach aufgegriffen. Auch christliche Elemente tauchen immer wieder auf; so wird Hagen auf der Greifeninsel erst durch sein Bekenntnis zu Gott als Mensch anerkannt und Kudrun während ihrer Geiselhaft in Ormanie von einem Engel in Gestalt eines Meeresvogels auf eine Art und Weise angesprochen, die an den Englischen Gruß an Maria erinnert. Dass die Kudrun dennoch als der Heldenepik zugeordnet gilt, ist vor allem der Textform (Strophengliederung), den intertextuellen Bezügen auf altnordische Sagengestalten der Edda und der Anonymität des bzw. der Autoren geschuldet. Diese drei Konstituanden sind maßgeblich für die Zugehörigkeit des Textes zur heldenepischen Tradition.
Keines der genannten Motive (Brautwerbung, Heldentaten, christliche oder höfische Werte) bestimmt den Handlungsverlauf des Gesamttextes als Hauptmotiv. Vielmehr werden einzelne Handlungsabschnitte, die jeweils ein Motiv ausformulieren und andere anklingen lassen, episodisch aufgereiht, die durch die Figuren miteinander verbunden sind. Ein kohärenter „realistischer“ Text ist die Kudrun nicht und will es wohl auch nicht sein. Figuren altern nur, wenn ein Handlungsabschnitt dies erfordert, und nicht durch das Vergehen von Zeit (mehrfach werden verstrichene Zeitspannen genannt, die sich auf mehrere Jahrzehnte addieren, doch Wate ist alt und rüstig und bleibt alt und rüstig).

### Intertextuelles Problem
Die germanistische Forschung sieht in der Kudrun gemeinhin einen Gegenentwurf zum Nibelungenlied. Während in diesem mit dem tragischen Untergang der Burgunden das heroische Prinzip der Rache und Vergeltung dominiert, gibt es in der Kudrun – neben den klassischen heldenepischen Elementen – auch Momente der Versöhnung. Die Idee von der Kudrun als „Anti-Nibelungenlied“ wird von parallelen Motiven, ähnlich angelegten Figuren bzw. Figurenkonstellationen der beiden Epen unterstützt; so gelten beispielsweise Wate und Gerlint als Entsprechung zu Hildebrand und Kriemhild. Darüber hinaus wird die Kudrun auch als der Toleranzidee des Willehalm Wolframs von Eschenbach verpflichtet interpretiert, da die Frauen in der Erzählung bei verschiedenen Gelegenheiten zur Schonung des Gegners mahnen, ähnlich wie es Gyburc im Willehalm tut.
Das immer wieder grundlegende Forschungsproblem der Intertextualität der Kudrun – also der Frage, ob, und wenn ja, wie die Kudrun mit anderen Texten vergleichbar ist – wurde von Kerstin Schmitt unter dem Schlagwort einer „Poetik der Montage“ zusammengefasst (siehe Literatur). Darunter versteht sie ein recht regelloses Zusammenfügen und gegenseitiges Ergänzen von jeweils gattungsspezifischen Motiven (wie z. B. das Brautwerbungsschema oder das heroische Handeln einzelner Figuren), das in einer nur schwierig greifbaren Gattungszuordnung des Gesamtwerks und Unstimmigkeiten im Handlungsablauf sowie in der biografischen Entwicklung einzelner Figuren resultiert (so ist z. B. Hagen sowohl archaischer Kämpfer, höfisch gebildeter König und eifersüchtiger Brautvater). Ein unkritisches Nebeneinanderstellen einzelner Episoden der Handlung der Kudrun und eines Vergleichstextes ist folglich nur eingeschränkt möglich, da das Handeln einzelner Figuren oftmals von verwendeten Handlungsstrukturen bestimmt wird, die keine Abweichungen zulassen.

### Figuren
Das Handeln der zentralen Figur der Kudrun wird von der Forschung sehr vielfältig interpretiert; es reicht von einer regelrechten Bewunderung für die den höfischen Idealen der Treue, Aufrichtigkeit und Barmherzigkeit verpflichteten Braut über eine Auslegung als moderne, selbstbewusst entscheidende Frau bis hin zur Verurteilung als wankelmütiges, undiszipliniertes und leicht zu beeinflussendes Mädchen. Insbesondere in der älteren Germanistik wurde Kudrun als Symbolfigur für die angeblich natürlichen Tugenden der deutschen Frau schlechthin regelrecht verehrt, später galt sie dann als eine geradezu emanzipierte Frau mit starkem eigenen Willen. Die moderne Forschung sieht Kudruns Handeln weniger als vom Autor neu konzipiert oder gar mit sozialkritischem Anspruch versehen, sondern an einzelne Handlungsstränge der jeweils verwendeten Erzählstrukturen und -motive sowie der Sagenüberlieferung gebunden.
Die drei Heldenfiguren entsprechen in ihren Reden, Entscheidungen und Aktionen als prototypische Beispiele für:
- Hagen – topischer Christen-Held
  - Taufe (22)
  - Entführung durch Gesandten des Teufels (54)
  - Gottergebenes Erdulden, Leid als Prüfung (62)
  - Gottes Walten, seine Güte und Gnade (68, 69, 73, 74, 81, 105, 121, 125)
  - Christsein (76, 78, 111)
  - Kirchliche Inthronisation
  - sein Name und seine Eigenschaft als wilder (25-mal „wild“ in 500 Strophen), übermenschlich starker, grausamer, die Werber um seine Tochter Hilde tötende Herrscher, gehört zur Tradition des Hildestoffes
  - von der Hildetradition abweichende Darstellung von Hagens Jugendgeschichte bis zur Schwertleite Hagens ist „freie Erfindung“ des Kudrun-Autors
- Hetel – topischer höfischer Held
  - Lehnsherr, der (zu sehr) auf seine Verwandten hört (648)
  - Überlegener Herrscher: „der künic was sô biderbe, man gefriesch nie bezzer landes herren.“ (565,4)
  - übernimmt Hagens Abweisung der Brautwerber, jedoch ohne zu töten
  - vorbildlicher Krieger, der die Schlacht eher vermeidet als sucht
- Wate – Held nach altem Muster
  - bei Einführung „alt“ (240) (oft als Gegensatz „der alte Wate ./. der junge Hetel“)
  - lieber direkt und offen als hinterhältig (253)
  - Charakterisierung in Szene mit Hilde (ab 340), z. T. dialogisch durch andere berichtend: lieber kämpfen als bei Frauen sitzen, ist verheiratet, hat Kinder, „swie sanfte sô er gebâre, er ist ein mærer helt ze sînen handen.“ (348.4)
  - medizinisch gebildet (529)
  - Erzieher von Hetel und dessen Sohn Ortwin (574)
  - Rache und direkte Konfrontation (825, 884) (anstatt möglicher höfischer Ersatzrituale)
  - setzt im Kampf Energie frei (stets als grimm bezeichnet z. B. 882)
  - Pragmatismus: wichtiger als Gottesdienst (838, 843), Flottenprogramm (945)
  - Heldenzorn und Übermut werden zur situationsbedingten Rolle

## Künstlerische Bearbeitungen

### Musikalische Bearbeitungen
1868 veröffentlichte Mathilde Wesendonck ihr Schauspiel in 5 Akten Gudrun.
Eberhard Kummer, Sänger und Experte für mittelalterliche Musik, vertonte das gesamte Epos und trug es auf Schloss Ambras bzw. bei der Wolkensteingesellschaft vor. Als Melodie benutzte er dabei eine minimal veränderte Version des Hildebrandstons.
Darüber hinaus existieren verschiedene Opernbearbeitungen des Kudrunliedes aus dem 19. Jahrhundert: Carl Amand Mangold vollendete im Jahr 1849 die Oper Gudrun, gefolgt von Oscar Block im Jahr 1865, August Reißmann 1871, August Klughardt, dessen Gudrun-Oper 1882 uraufgeführt wurde, Felix Draeseke, der seine Vertonung des Stoffs 1883 abschloss, und Hans Huber, dessen Kudrun-Oper 1894 entstand.

### Literarische Bearbeitungen
Die österreichische Autorin Alma Johanna Koenig erzählte die Gudrunsage 1928 neu als Gudrun. Stolz und Treue. Eine Referenz aus dem Jahr 2017 ist im Roman SpielRaum von Alex Acht zu finden: Die Figur des zeitgenössischen „alten Wate“ bei Acht entspricht in den Grundzügen der Figur Wate im Gudrunlied.

### Sekundärliteratur
- Adolf Beck: Die Rache als Motiv und Problem in der 'Kudrun'. Interpretation und sagengeschichtlicher Ausblick. In: Germanisch-Romanische Monatsschrift. Neue Folge 6, 1956, S. 305–338.
- Ellen Bender: Nibelungenlied und Kudrun. Eine vergleichende Studie zu Zeitdarstellung und Geschichtsdeutung. Lang, Frankfurt am Main 1987, ISBN 3-8204-9901-6.
- Ingrid Bennewitz: Kriemhild und Kudrun. Heldinnen-Epik statt Helden-Epik. In: Klaus Zatloukal (Hrsg.): 7. Pöchlarner Heldenliedgespräch. Mittelhochdeutsche Heldendichtung außerhalb des Nibelungen- und Dietrichkreises (Kudrun, Ornit, Waltharius, Wolfdietriche). Fassbender, Wien 2003, S. 9–20.
- Friedrich Michael Dimpel: Hartmut – Liebling des Dichters? Sympathiesteuerung in der ‚Kudrun‘. In: Zeitschrift für deutsches Altertum. Band 141, 2012, S. 335–353.
- Werner Hoffmann: Kudrun. Ein Beitrag zur Deutung der nachnibelungischen Heldendichtung. J. B. Metzler, Stuttgart 1967.
- Werner Hoffmann: Die 'Kudrun': Eine Antwort auf das Nibelungenlied. In: Heinz Rupp (Hrsg.): Nibelungenlied und Kudrun. Wissenschaftliche Buchgesellschaft, Darmstadt 1976 (= Wege der Forschung. Band 54), ISBN 3-534-02808-2, S. 599–620.
- Hugo Kuhn: Kudrun. In: Heinz Rupp (Hrsg.): Nibelungenlied und Kudrun. Wissenschaftliche Buchgesellschaft, Darmstadt 1976 (= Wege der Forschung. Band 54), ISBN 3-534-02808-2, S. 502–514.
- Christoph Landolt: Hildedichtung und Hildesage. In: Reallexikon der Germanischen Altertumskunde (RGA). 2. Auflage. Band 14, Walter de Gruyter, Berlin/New York 1999, ISBN 3-11-016423-X, S. 561–565.
- W. McConnell: The Epic of Kudrun. A Critical Commentary (= Göppinger Arbeiten zur Germanistik. Band 464). Kümmerle Verlag, Göppingen 1988, ISBN 3-87452-698-4.
- Jan-Dirk Müller: Verabschiedung des Mythos. Zur Hagen-Episode der Kudrun. In: Udo Friedrich, Bruno Quast (Hrsg.): Präsenz des Mythos. Konfigurationen einer Denkform in Mittelalter und Früher Neuzeit. De Gruyter, Berlin / New York 2004, S. 197–217.
- Theodor Nolte: Wiedergefundene Schwestern und befreite Braut. Kudrunepos und Balladen. Helfant, Stuttgart 1988, ISBN 3-925184-34-1.
- Leopold Peeters: Historische und literarische Studien zum dritten Teil des Kudrunepos. PDF; 3,9 MB. Meppel 1968.
- Kerstin Schmitt: Alte Kämpen – junge Ritter. Heroische Männlichkeitsentwürfe in der 'Kudrun'. In: Klaus Zatloukal (Hrsg.): 7. Pöchlarner Heldenliedgespräch. Mittelhochdeutsche Heldendichtung außerhalb des Nibelungen- und Dietrichkreises (Kudrun, Ornit, Waltharius, Wolfdietriche). Fassbender, Wien 2003, S. 191–212.
- Kerstin Schmitt: Poetik der Montage. Figurenkonzeption und Intertextualität in der 'Kudrun'. Erich Schmidt, Berlin 2002, ISBN 3-503-06142-8.
- Ursula Schulze: „Nibelungen“ und „Kudrun“. In: Volker Mertens, Ulrich Müller (Hrsg.): Epische Stoffe des Mittelalters (= Kröners Taschenausgabe. Band 483). Kröner, Stuttgart 1984, ISBN 3-520-48301-7, S. 111–140.
- Karl Stackmann: Kudrun. In: Verfasserlexikon. 2. Auflage. Band 5. De Gruyter, Berlin / New York 1984 (Neudruck 1999), Sp. 410–426.
- Helge-Maria Umbreit: Die epischen Vorausdeutungen in der Kudrun. Freiburg i. Br., Univ., Diss., 1961.
- Ludwig Wolff: Das Kudrunlied. Nach einem Vortrag. In: Heinz Rupp (Hrsg.): Nibelungenlied und Kudrun. Wissenschaftliche Buchgesellschaft, Darmstadt 1976 (= Wege der Forschung. Band 54), ISBN 3-534-02808-2. S. 435–454.

### Textausgaben und Übertragungen ins Neuhochdeutsche
- Gudrun. In: Karl Simrock (Übersetzer): Das Heldenbuch. 6 Bände. 1843–1849. Band 1.
- Kudrun. Nach der Ausgabe von Karl Bartsch. Hrsg. von Karl Stackmann. Tübingen: Niemeyer 2000. ISBN 3-484-20215-7. Online: 2. Aufl., Leipzig 1867 4. Aufl., Leipzig 1880; 5. Auflage Wiesbaden 1965.
- Kudrun. (Mittelhochdeutsch / Neuhochdeutsch). Herausgegeben, übersetzt und kommentiert von Uta Störmer-Caysa. Stuttgart: Reclam 2010. ISBN 978-3-15-018639-8
- Kudrun. In: Der Nibelungen Not. Kudrun, hrsg. von Eduard Sievers. Insel Verlag, Leipzig 1921, S. 345–613 (Reihe Libri Librorum)